# (34819) 2001 SW119
2001 SW119 (asteroide 34819) é um asteroide da cintura principal. Possui uma excentricidade de 0.03758310 e uma inclinação de 4.27020º.
Este asteroide foi descoberto no dia 16 de setembro de 2001 por LINEAR em Socorro.